# 鞍嶺 (科羅拉多州)
鞍嶺（英語：Saddle Ridge）是位於美國科羅拉多州摩根縣的一個人口普查指定地區。

## 地理
鞍嶺的座標為40°18′47″N 104°48′08″W / 40.31306°N 104.80222°W，而該地最高點為海拔高度1438米（即4717英尺）。

## 人口
根據2010年美國人口普查的數據，鞍嶺的面積為5.00平方千米，當中陸地面積為5.00平方千米，而水域面積為5.00平方千米。當地共有人口56人，而人口密度為每平方千米11人。